# بیماری کروویه–بائومگارتن
بیماری کروویه-بائومگارتن (انگلیسی: Cruveilhier–Baumgarten disease) یا بیماری پگو-کروویه-بائومگارتن یک بیماری نادر است که طی آن، سیاهرگ نافی و سیاهرگ‌های اطراف آن، متسع و برجسته می‌شوند و اگر گوشی پزشکی بر روی جدار شکم قرار گیرد، یک بروئی موسوم به بروئی کروویه-بائومگارتن شنیده می‌شود. همچنین لرزش خفیف بر جدار شکم، پرفشاری ورید باب، بزرگ‌طحالی، یا بیش‌فعالی طحال و واریس مری هم وجود دارد، در حالی که کبد بیمار طبیعی یا کوچک است.
این وضعیت را نخستین بار پزشکی به نام «پگو» (Pégot) در سال ۱۸۳۳ میلادی گزارش کرد و سپس ژان کروویه در سال ۱۸۳۵ و پائول کلیمنس فون بائومگارتن در سال ۱۹۰۷ میلادی، شرح بیشتری از آن ارائه کردند.
پزشکان در سال‌های ۱۹۴۲ و ۱۹۶۷ میلادی، این وضعیت را به دو گروه تقسیم‌بندی کردند:
- سندرم کروویه-بائومگارتن: سیروز کبد و پرفشاری ورید باب عامل اتساع سیاهرگ نافی و سایر سیاهرگ‌های اطراف ناف هستند. (مثلاً یک عامل اکتسابی، با افزایش فشار ورید پورت، موجب بازشدن مجدد این سیاهرگ‌ها می‌شوند).
- بیماری کروویه-بائومگارتن: اتساع سیاهرگ‌های اطراف ناف به دلیل ناتوانی در بسته‌شدن سیاهرگ نافی است و کبد بیمار سالم و طبیعی است (مثلاً گشودگی مادرزادی در سیاهرگ نافی وجود دارد که سبب می‌شود فشار ورید پورت بالا برود).[۱]